# The Dutchess Deluxe EP
iTunes ha distribuito la versione Deluxe di The Dutchess sotto formato di EP, contenente solamente le quattro bonus track più la canzone Pick It Up. Questa versione di iTunes è disponibile solo negli store Americano e Canadese. L'unico modo per avere l'EP sotto forma di disco è comprare l'edizione Deluxe dell'album The Dutchess, uscita il 14 novembre 2008, giorno della pubblicazione dell'EP. Dall'EP sono stati estratti 3 singoli, nel 2008.

## Tracce
1. Labels or Love
2. Party People (feat. Nelly)
3. Barracuda
4. Clumsy (Collipark Remix feat. Soulja Boy Tell'Em)
5. Pick It Up (feat. will.i.am)